# ハート・ファウンデーション
ザ・ハート・ファウンデーション（The Hart Foundation）は、ブレット・ハートを中心にWWF（現：WWE）で活躍したプロレスラーのタッグチーム・ユニット。メンバーの多くはスチュ・ハートに師事した人物であり、WWF以前にはカナダのスタンピード・レスリングを主戦場としていた。

## 来歴

### 1985年 - 1991年
1985年、ブレット・ハートとその義兄であるジム・ナイドハートによってWWFで結成される。マネージャーはジミー・ハートが務めた（同姓だが、彼はハート・ファミリーとの血縁関係は無い。なお、ジミー・ハートは1983年頃、テネシー州メンフィスのCWAでナイドハートのマネージャーを担当していた）。

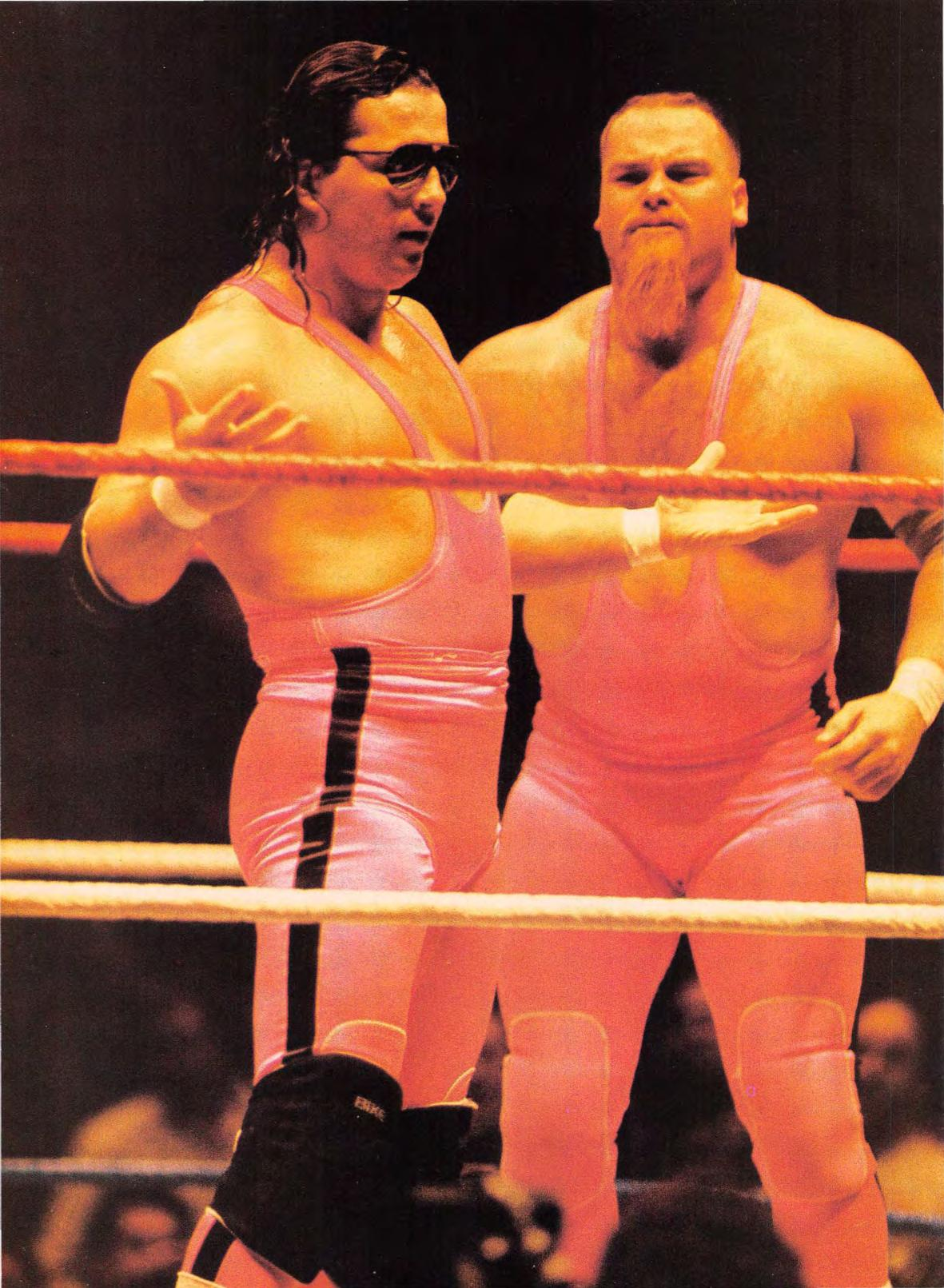
ヒール時代（1987年）

当初はヒールのチームとして、ブリティッシュ・ブルドッグス（ダイナマイト・キッド&デイビーボーイ・スミス）、キラー・ビーズ（ジム・ブランゼル&ブライアン・ブレアー）と抗争を繰り広げた。1986年4月7日のレッスルマニア2（シカゴ大会）では、アンドレ・ザ・ジャイアントを相手にバトルロイヤルの決勝を争った。その後、悪徳レフェリーのダニー・デービスとも結託、1987年1月26日にはWWF世界タッグ王座をブルドッグスから奪取する。同王座は同年10月26日にストライク・フォース（ティト・サンタナ&リック・マーテル）に敗れるまで、ブルドッグス、ビーズ、カンナム・コネクション（マーテル&トム・ジンク）、ルージョー・ブラザーズ（レイモンド・ルージョー&ジャック・ルージョー）などの挑戦を退けて保持した。
王座陥落後の1988年からはベビーフェイスに転向し、ジミー・ハートやデービスとも決別。以降はWWFを代表するタッグチームとしてタッグ戦線の中心で活躍。ブレイン・バスターズ（タリー・ブランチャード&アーン・アンダーソン）、リズム&ブルース（ホンキー・トンク・マン&グレッグ・バレンタイン）との抗争を経て、1990年8月27日のサマースラム'90にてデモリッション（スマッシュ&クラッシュ）を破り、再びWWF世界タッグ王座を獲得した。
王座戴冠後はジミー・ハートがマネージャーを務めるナスティ・ボーイズ（ブライアン・ノッブス&ジェリー・サッグス）と抗争、1991年3月24日のレッスルマニア7で防衛戦を行うが、ジミーの干渉により王座を失う。これを機にハート・ファウンデーションは解散、ブレットはシングルプレイヤーに転向し、ナイドハートはオーエン・ハートとの新チーム "ニュー・ファウンデーション" を経て1992年にWCWへ移籍した。
日本では、1991年3月30日に開催されたSWSの東京ドーム大会において、ザ・ロッカーズ（マーティ・ジャネッティ&ショーン・マイケルズ）と対戦した。両者とも日本マットには何度となく参戦しているが、コンビとしての来日および試合出場は、これが唯一である。

### 1997年
1997年のレッスルマニア13以降、ヒールターンしたブレット・ハートをリーダーにハート・ファウンデーションは再結成される（便宜上「ニュー・ハート・ファウンデーション」と呼ばれる場合がある）。この時のメンバーはブレット以下、WWFに復帰したジム・ナイドハート、ブレットの実弟オーエン・ハート、ブレットの義弟ブリティッシュ・ブルドッグ、そしてハート・ダンジョンでトレーニングを積んだことのあるアメリカ人レスラーのブライアン・ピルマンである。
カナダを賛美する一方でアメリカを愚弄するマイクパフォーマンスを行い、反米ヒールとしてストーン・コールド・スティーブ・オースチン、D-ジェネレーションXなどと抗争を展開。7月6日にホームタウンのカルガリーで開催されたイン・ユア・ハウス16 "カナディアン・スタンピード" では、オースチン、ケン・シャムロック、ゴールダスト、リージョン・オブ・ドゥームとの10人タッグマッチで勝利を収めた。
しかし、リーダーのブレットとWWFの関係が悪化して、ブレットはWCWへ移籍することとなった。同年11月9日、ブレットのWWFでの最後の試合となったサバイバー・シリーズ'97でのショーン・マイケルズ戦でモントリオール事件が発生し、ナイドハートとブルドッグもブレットと共にWCWへ移籍することが決定。ピルマンは同年10月5日に死去しており、最終的にはオーエンのみがWWFに残り、ハート・ファウンデーションは自然消滅した。なお、WCWにおいても移籍してきたメンバー（ブレット、ナイドハート、ブルドッグ）でハート・ファウンデーションを再編するストーリー案があったとされる。

### WWE殿堂
2019年4月6日、ブレット・ハートとジム・ナイドハートの "オリジナル" ハート・ファウンデーションとしてWWE殿堂に迎えられた。ニューヨーク州ブルックリンのバークレイズ・センターで開催された殿堂入り式典では、ナイドハートの娘のナタリアがインダクターを務めた。

## メンバー
オリジナル・ハート・ファウンデーション
- ブレット・ハート
- ジム・ナイドハート
- ジミー・ハート（マネージャー）

ニュー・ハート・ファウンデーション
- ブレット・ハート
- ジム・ナイドハート
- オーエン・ハート
- ブリティッシュ・ブルドッグ
- ブライアン・ピルマン

## 合体攻撃
いずれも "オリジナル" ハート・ファウンデーションの合体技。
- ハート・アタック（Hart Attack） - ジム・ナイドハートがベアハッグで捕えた相手に、ブレット・ハートがエプロンサイドからトップロープを飛び越えてダイビング・クローズラインを放つ[11]。
- ダブルDDT
- ダブル・バックハンド・エルボー

## 獲得タイトル
いずれも "オリジナル" ハート・ファウンデーションでの戴冠。
- WWF世界タッグ王座：2回（ブレット・ハート&ジム・ナイドハート）[2][3]
- WWE殿堂：2019年（ブレット・ハート&ジム・ナイドハート）[9]

## 後継ユニット

### ハート・ファウンデーション2.0
2002年、テディ・ハート、ハリー・スミス、T.J.ウィルソン（現・タイソン・キッド）、ジャック・エバンスによってハート・ファウンデーション2.0が結成された。テディ・ハート、ハリー・スミスの両名は、スチュ・ハートの孫にあたる人物で、ウィルソン、エバンスもハート道場の門下生である。

### ハート・ダイナスティ

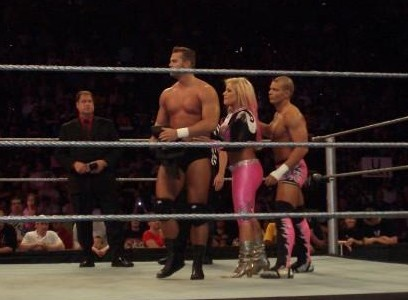
ハート・ダイナスティ

2009年5月、ブリティッシュ・ブルドッグの息子デビッド・ハート・スミス、"ハート・ダンジョン" の卒業生タイソン・キッド、ジム・ナイドハートの娘ナタリヤによって、当時のWWEの第3ブランドだったECWで結成される。結成当初はハート・トリロジー（The Hart Trilogy）と名乗っていたが、後にハート・ダイナスティ（The Hart Dynasty）と改称。ヒールのポジションで活動後、2010年3月28日に開催されたレッスルマニア26でのブレット・ハートとビンス・マクマホンの一戦をきっかけにフェイスターンする。4月25日のエクストリーム・ルールズにて、スミス&キッドは統一タッグ王者のビッグ・ショー&ザ・ミズを下して統一タッグ王座への第一挑戦者となり、翌日のRAWで王者組を破り新王者チームとなる（なお、8月16日のRAWにおいて、統一タッグ王座は当時のRAWのGMだったブレット・ハートの発表をもってWWEタッグ王座となる）。その後、追加ドラフトによりRAWへ正式に移籍した。
オーバー・ザ・リミットではクリス・ジェリコ&ミズ、フェイタル・4ウェイ、マネー・イン・ザ・バンクではウーソズを相手に防衛を重ねていたが、9月19日のナイト・オブ・チャンピオンズのタッグチーム・ターモイル形式の王座戦でウーソズに敗れ、王座から陥落（試合の結果、コーディ・ローデス&ドリュー・マッキンタイアが新王者となった）。また、この後からナタリヤは統一ディーヴァズ王座をめぐりレイ・クール（ミシェル・マクール&レイラ）と抗争を開始したため、シングルプレイヤーとしての活動が多くなった。スミスとキッドは王座陥落後もタッグ王座戦線に絡むが、敗戦が続いてチームは不和となり、11月15日のジャスティン・ガブリエル&ヒース・スレイター戦で両者は仲間割れ。以後、キッドはヒールターンし、ハート・ダイナスティは解散した。